# Agonostomus monticola
Agonostomus monticola is een straalvinnige vissensoort uit de familie van harders (Mugilidae). De wetenschappelijke naam van de soort is voor het eerst geldig gepubliceerd in 1834 door Bancroft.